# Kenze Neke
I Kenze Neke sono stati un gruppo Etno Rock sardo, formatosi a Siniscola (NU) nel 1989 e testimone dell'identità sarda. Il nome "Kenze Neke" nel dialetto baroniese della lingua sarda significa "senza colpa", in memoria di Michele Schirru, l'anarchico sardo fucilato nel 1931 perché scoperto mentre progettava di uccidere Mussolini e il cui plotone d'esecuzione, su preciso volere dello stesso Mussolini, fu composto esclusivamente da fascisti sardi.

## Storia del gruppo

### Nascita del gruppo
Fondatori del gruppo sono Renzo Saporito (voce e chitarra) e Sandro Usai (batteria), a cui si aggiunge nel 1990 Toni Carta (basso e voce).
A distanza di un anno pubblicano il loro primo demo tape, Chin Sas Armas o Chin Sas Rosas con Luciano Sezzi al sax come ospite, che contiene 8 tracce fra cui l'omonima Kenze Neke e Americanos, a balla chi bos bokene canzone di protesta contro le basi NATO in Sardegna.
Nel 1991 Sandro Usai parte per il servizio militare (fino al 1992), al suo posto subentra Guido Forlano (batteria), seguìto da Massi Circelli (chitarra solista), poi Massimo Loriga  (sax e armonica a bocca) e infine Stefano Ferrando (batteria e voce, al posto di Guido). Il suono del gruppo si sviluppa dando vita ad un originale mix di rock, punk, reggae, metal, ska e musica sarda, ricorrendo anche a strumenti tradizionali quali le launeddas, l'organetto, la trunfa e ospitando spesso sia in studio che dal vivo i Tenores, oltre a cantare tutte le canzoni "in Limba" (in sardo).

### 1992-2000: la produzione discografica
Nel 1992 incidono il loro primo disco Naralu! De Uve Sese (Dillo di dove sei), autoprodotto in collaborazione con la Gridalo Forte di Roma. Si ritrovano nell'album diversi brani del primo demo tape, riarrangiati e risuonati dal nuovo gruppo, fra cui Che a sos Bascos e che a sos Irlandesos, Amerikanos a balla chi bos bochene, Kenze Neke, e Zente.
Chiaro e imprescindibile il loro legame con la propria terra, la Sardegna, e l'impegno politico-sociale come le denunce contro la presenza massiccia di basi militari sull'isola o il disagio dei giovani nell'affrontare problemi quali la disoccupazione, l'alcolismo (Prusu a fundu), la droga (Non ti Kerjo), il servizio di leva militare (Tempus Pertu). Nel 1993 Toni Carta lascia il gruppo, egregiamente sostituito da Claudio Roccia (basso), che parteciperà alla realizzazione del secondo album del gruppo, il doppio album Boghes De Pedra (Voci di pietra) in cui si vede un'ulteriore maturazione del gruppo che ricerca nelle sonorità e nella composizione una più alta esperienza, con le launeddas, l'organetto, la trunfa, le percussioni e dal vivo i Tenores e il gruppo di ballo sardo, che arricchiscono gli spettacoli in Sardegna, in Italia, in Svizzera, in Germania, in Belgio, nei Paesi Bassi, in Spagna e nei Paesi Baschi. Fra i brani "storici" presenti nell'album ritroviamo Su Balente, A Nanni Sulis, Su patriotu sardu a sos feudatarios con i versi del poeta F.I. Mannu. Partecipano al disco e dal vivo fino al 1995 Andrea Pinna (launeddas, flauto traverso, sax baritono) Gianni Cherchi (organetto diatonico), Luciano Sezzi (sax tenore).
Nel 1995 lascia il gruppo anche Massimo Loriga (launeddas, armonica, sax contralto e voce) seguito nel 1996 da Massi Circelli (chitarra solista), sostituiti da Gavino Murgia (launeddas e sax) e Antonello Cossu (chitarra solista), mentre Stefano Ferrando passa alla voce.
Nel 1998 arriva il terzo album Liberos, Rispettatos, Uguales (Liberi, rispettati, uguali), con le bellissime "Entula","Liberos", Gridu de vittoria", con la partecipazione in studio di Giampaolo Conchedda, che registrò la batteria in tutti i nove brani dell'album, il 12 novembre 1997.
Nel 2000, a sostituire Carlo Sezzi nei concerti dal vivo,   alla batteria arriva Massimo Balvis e nello stesso anno esce il loro quarto album, l'omonimo Kenze Neke una raccolta dei brani che hanno fatto più successo; Tanti gli ospiti del disco, iniziando da Lalli (ex-Franti,voce in Barboni e Zente), Sigaro e Picchio (Banda Bassotti,voce in Kenze Neke), Francesco Di Giacomo (del Banco del Mutuo Soccorso voce in "Gridu de Vittoria") e Maxx Furian (Batteria in tutti i Brani, tranne che in Gridu de Vittoria dove il batterista è Giampaolo Conchedda).
La discografia dei Kenze Neke contiene anche un mini-cd Gherramus tott'impare,uscito nel 1996,in collaborazione con gli Askra, altra rock band siniscolese.

### 2006-2008: di nuovo insieme con Artziati Entu
Il 19 agosto 2006 i Kenze Neke, che mancavano dalle scene da 5 anni, si sono riuniti a Solarussa (OR) per un concerto memorabile: tutti i musicisti che negli anni hanno fatto parte del gruppo dal 1989 ad oggi si sono ritrovati sul palco, con il Tenore "Luisu Ozzanu" di Siniscola e i "Mamutzones" di Samugheo (maschere tradizionali) a completare uno spettacolo durato più di 3 ore, per la gioia degli oltre 15.000 fans presenti e arrivati da tutta l'isola, facendo assumere al concerto le proporzioni dell'evento. ("Evento Rock dell'Estate Sarda 2006", è infatti rimbalzato nei giorni seguenti su tutti i media sardi). "Artziati entu" il titolo della serata e del doppio cd e dvd live che hanno immortalato quella notte. Il primo volume, composto da 1 cd + dvd è uscito nel novembre 2006, mentre il secondo volume è uscito a maggio 2007 Dopo il concerto a Solarussa, i Kenze Neke hanno innanzitutto riabilitato il loro sito web e nel 2007 hanno suonato a Berlino per il "Movimento contro il G8".

### 2007-2012: il progetto KNA
I Kenze Neke hanno interrotto momentaneamente la loro attività nel 2007; nel 2006 nacque il progetto KNA (cioè Kenze Neke-Askra) un progetto che progressivamente diventò un gruppo vero e proprio, formato da alcuni componenti dei Kenze Neke (Enzo Saporito alla voce e chitarra, Claudio Roccia al Basso e Antonello Camboni alla chitarra solista) e degli Askra (Marco Cau alla voce e alla chitarra, Homar Farjna alla voce percussioni e Alessandro Chighini alla chitarra) con Walter Patimo alla batteria che verso la fine del 2008 cede il posto a Sergio Avellino. Il sound della band era molto diverso dai 2 gruppi d'origine: infatti i KNA suonavano in acustico, ma i temi dei loro testi erano sempre gli stessi: emigrazione e malessere sociale, per questo sono considerati una "trasformazione" dei Kenze Neke. I KNA hanno pubblicato 2 cd: Ruju, concerto in acustico del 2007, e Rispetu e Amore, uscito il 25 maggio 2008.
Dalle ceneri dei Kenze Neke nasce nel 2010 il progetto Tzoku, formato per 4/5 da componenti dei Kenze Neke tra i quali Saporito e Roccia.
Nel 2011 esce come supplemento de L'Unione Sarda la raccolta Andhonzu che raccoglie brani dei Kenze Neke, dei KNA e degli Tzoku. Il progetto KNA si conclude nella primavera del 2012 a causa dell'uscita dal gruppo di Alessandro Chighini, Homar Farjna e Luciano Sezzi. Nel 2013 nascono i Soberanìa Populare, composti da molti dei membri dei KNA che nello stesso anno pubblicano il disco "Lacrimas".

## Discografia

### Album studio
- 1990 - Chin sas armas o chin sas rosas
- 1992 – Naralu! De uve sese
- 1994 – Boghes de pedra
- 1998 – Liberos, rispettatos, uguales
- 2000 – Kenze neke

### Collaborazioni
- 1996 – Gherramus tott'impare (mini CD in collaborazione con gli Askra)

### Album live
- 2006 – Artziati entu vol. 1
- 2007 – Artziati entu vol. 2

### Album dei KNA
- 2007 - Ruju (live in acustico)
- 2008 - Rispetu e amore

### Raccolte
- 2011  - Andhonzu (Kenze Neke, KNA, Tzoku) - L'Unione Sarda Special Collection

### Compilation
- 1994 - Fabbrika Bulloni (LP)
- 1997 - Radioira - Il manifesto CD
- 2002 - Gridalo Forte Records 2002 in cui compaiono con una versione inedita del brano Entula
- 2008 - Fuorisessione (Emergency)
- 2010 - Zentenoa Compilation - Sardo alternativo Vol. 1 con il brano Entula
- 2011 - Franti uno solo poteva ridere... compilation tributo ai Franti, scaricabile gratuitamente[4].